# Campus Betim da Pontifícia Universidade Católica de Minas Gerais
O Campus Betim da PUC Minas está instalado no município de Betim, na Região Metropolitana de Belo Horizonte desde 1995, tendo sido anteriormente chamado de Núcleo Universitário de Betim.

## Infraestrutura
Atualmente com 5272 alunos, 343 professores e 149 funcionários.

## Cursos Oferecidos
A PUC Minas oferece 12 cursos, em seu Núcleo Universitário na cidade de Betim, os seguintes cursos de graduação:
- Administração
- Biomedicina
- Ciências Biológicas - Licenciatura e Bacharelado em Gestão Ambiental
- Computação - Sistemas de Informação
- Direito
- Enfermagem
- Fisioterapia
- Letras - Habilitação Português
- Matemática
- Medicina
- Medicina Veterinária
- Psicologia

## Ver Também
- Pontifícia Universidade Católica de Minas Gerais